# Marzenna Adamczyk
Marzenna Adamczyk (1956) es una profesora, hispanista y diplomática polaca. A lo largo de su trayectoria ha sido embajadora de Polonia en Cuba (2007-2010), cónsul general de Polonia en Barcelona (2010-2013) y embajadora de Polonia en España y Andorra (2016-2021).

## Biografía
Licenciada con honores en estudios hispánicos por la Universidad de Varsovia en 1980, tras completar la carrera pasó a trabajar en su Departamento de Estudios Latinoamericanos. Durante más de veinte años ha publicado investigaciones sobre historia y cultura hispánica, traducido obras al polaco, y organizado eventos para el acercamiento entre Polonia y los estados de habla hispana.
Entre 1999 y 2005 formó parte del cuerpo diplomático de la embajada de Polonia en España, primero como secretaria principal y después como agregada cultural. Tras regresar a Polonia fue nombrada directora de asuntos estudiantiles del Instituto de Estudios Ibéricos y Latinoamericanos de la Universidad de Varsovia.
En octubre de 2007 fue nombrada embajadora de Polonia en Cuba, con el objetivo de reimpulsar las relaciones bilaterales entre ambos estados. Tres años más tarde regresó a España para convertirse en cónsul general de Polonia en Barcelona. Tras terminar su misión diplomática en 2013, volvió a ejercer como profesora de estudios hispánicos en la Universidad de Varsovia.
Entre 2016 y 2021 fue la embajadora de Polonia en España y Andorra.